# 국립현대미술관 덕수궁관
국립현대미술관 덕수궁관은 국립현대미술관의 덕수궁 분관으로, 서울특별시 중구의 덕수궁 석조전 서관에 자리해 있다.
덕수궁관은 일제강점기인 1937년 나카무라 요시헤이의 설계로 이왕가미술관으로 지어졌다. 1950년 한국 전쟁 중 전화(戰火)를 입어 석조의 구조만을 남기고 전부 소실된 것을 1953년 수리하였다. 1973년부터 국립현대미술관의 본관으로 사용되었다. 1986년 국립현대미술관이 과천으로 이전하였고, 1998년 국립현대미술관의 분관으로 정식 개관하였다.
개관 당시 이전에도 사용되어 오던 덕수궁미술관이라는 명칭을 사용하다가 2013년 국립현대미술관 서울관이 들어서면서 덕수궁관으로 개명해 지금까지 이어져 오고 있다.

## 직제와 연표
문화체육관광부 국립현대미술관 소속으로 관장은 1급 상당으로 보한다.
- 1998년 12월 1일 국립현대미술관 덕수궁미술관 분관 개관
- 2002년 5월 27일 덕수궁미술관 직제화

## 이용안내

### 이용시간
- 화요일 ~ 목요일 : 오전 10시 ~ 오후 7시
- 금요일 ~ 일요일 : 오전 10시 ~ 오후 9시

### 입장시간
- 관람종료 1시간 전까지 가능

### 휴관일
- 매주 월요일

### 관람료
- 상설전시 : 무료
- 기획전시, 공동기획전시 : 전시별 관람료는 전시 페이지와 공지사항 참고
  - 단체할인기준
    - 10인 이상의 단체 : 20%
    - 기타 관장이 필요하다고 인정하는 경우

  - 무료관람대상
    - 18세 이하 또는 65세 이상
    - 국립현대미술관 회원(과천 및 덕수궁 기획전시)
    - 학생인솔교사
    - 국가보훈대상자 (배우자 포함)
    - 장애인 및 보호자
    - 기초수급 대상자
    - 기타 관장이 인정하는 사람

## 같이 보기
- 국립현대미술관
- 대한민국의 박물관과 미술관 목록
- 대한민국의 국립 박물관 목록